# PGC 3442
LEDA/PGC 3442 (inoffiziell NGC 317A) auch UGC 593, ist eine Linsenförmige Galaxie vom Hubble-Typ SB0/a pec im Sternbild Andromeda am Nordsternhimmel. Sie ist schätzungsweise 236 Millionen Lichtjahre von der Milchstraße entfernt und hat einen Durchmesser von etwa 135.000 Lichtjahren. Vom Sonnensystem aus entfernt sich das Objekt mit einer errechneten Radialgeschwindigkeit von näherungsweise 5.100 Kilometern pro Sekunde. Gemeinsam mit PGC 3445 bildet sie das isolierte Galaxienpaar NGC 317 oder KTG 2. 
Im selben Himmelsareal befinden sich unter anderem die Galaxien PGC 3301, PGC 3448, PGC 2221961, PGC 2238694, in der Nähe des Sterns HD 5573.